# Prado (Montevidéu)
O Prado é um dos 62 bairros oficialmente reconhecidos de Montevidéu, Uruguai. É uma área residencial que tem como centro geográfico o parque homônimo, e está delimitada pela Avenida Millán ao leste, Bulevar Artigas ao sul, rua Manuel Correa ao oeste e pela Cno. Castro em continuação pela Dr. Carlos María de Pena ao norte.
Dividido entre os Municípios A e C, o bairro abriga grandes casarões antigos e mansões que datam do século XIX e início do século XX, combinando diferentes estilos arquitetônicos. Entre elas, destaca-se a Residencia de Suárez y Reyes, residência oficial do Presidente da República.

## História
No início do século XIX, a área onde atualmente se encontra o bairro ficava fora da cidade amuralhada de Montevidéu, e era uma área fértil na qual as terras às margens do arroio Miguelete haviam sido divididas para a agricultura. Na segunda metade desse século, as quintas que haviam sido criadas para a produção começaram a ser transformadas em pequenas casas com jardins, que no contexto da Guerra Grande foram utilizadas pelas famílias do lado sitiante.

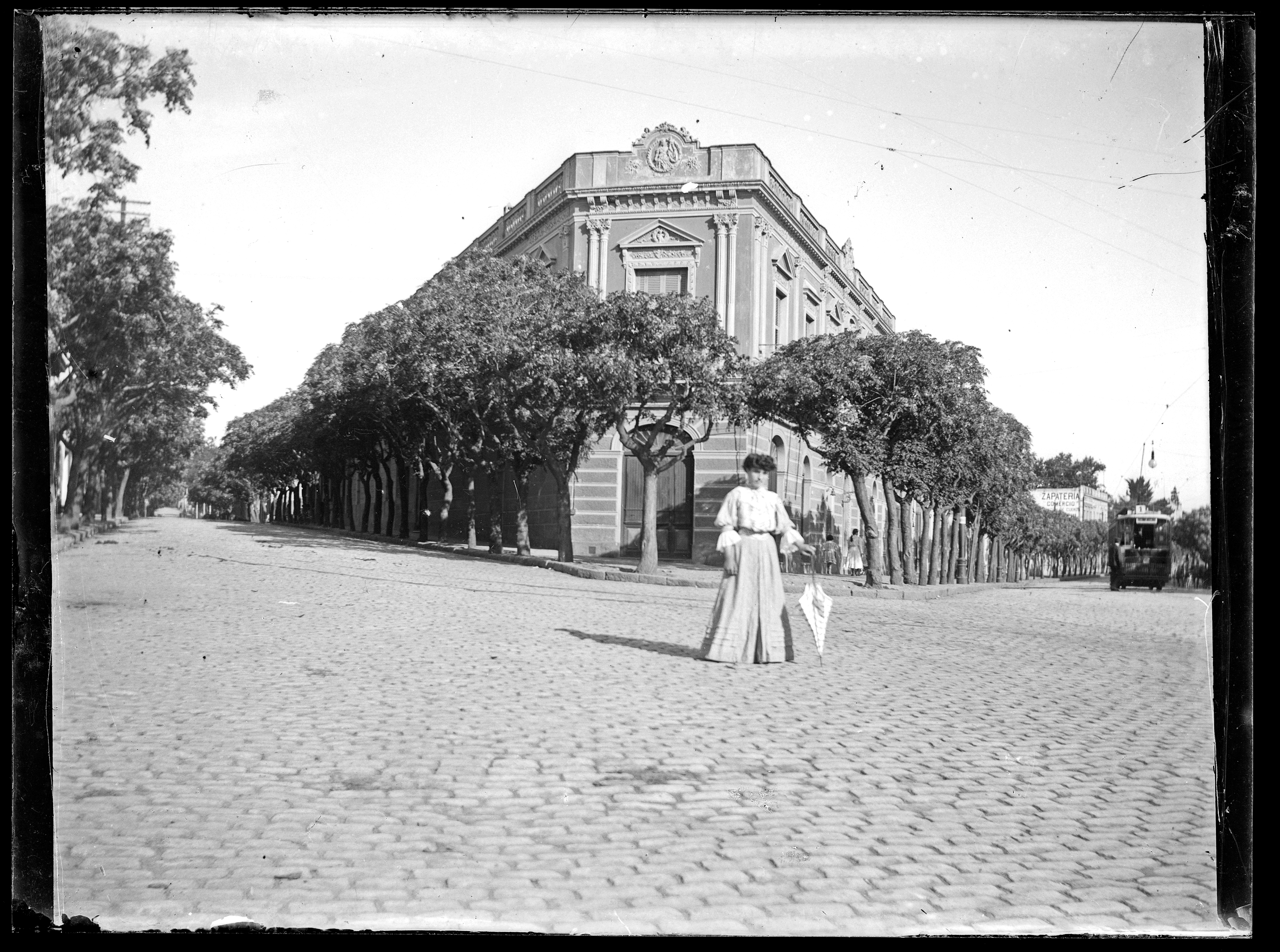
Esquina da Avenida Agraciada com a Rua Lucas Obes em 1918.

Após o fim do conflito, em 1851, a área se tornou um balneário de veraneio da classe alta uruguaia, de modo que começaram a ser construídas as primeiras quintas para descanso. Nesse sentido, destaca-se a contribuição do empresário de origem francesa José de Buschental, que construiu na década de 1860 a "Quinta del Buen Retiro" (onde atualmente está localizado o Liceu Militar General Artigas), onde construiu seu chalé e parque pessoais, além de instalar o primeiro moinho a vapor do país.
A partir da década de 1890, o bairro, distante da parte mais central da cidade, passou a ser residência permanente da classe alta, de modo que as construções passaram a ser mais elaboradas, sendo grandes mansões ou suntuosos palacetes, e jardins. Foram construídas largas avenidas arborizadas e espaços verdes para recreação.
Em 1893, a "Quinta del Buen Retiro" foi adquirida pelo Estado para ser usada como um parque público, o primeiro da cidade, que foi chamado de "Paseo del Prado". Com o tempo, o parque se expandiu, absorvendo quintas vizinhas. O desenvolvimento de linhas de bonde conectou a área com o resto de Montevidéu. Em 1913, foi inaugurado o Rural do Prado, prédio e sede da Associação Rural do Uruguai, onde anualmente acontecem a Expo Prado e a gineteada gaúcha no âmbito da Semana Crioula.

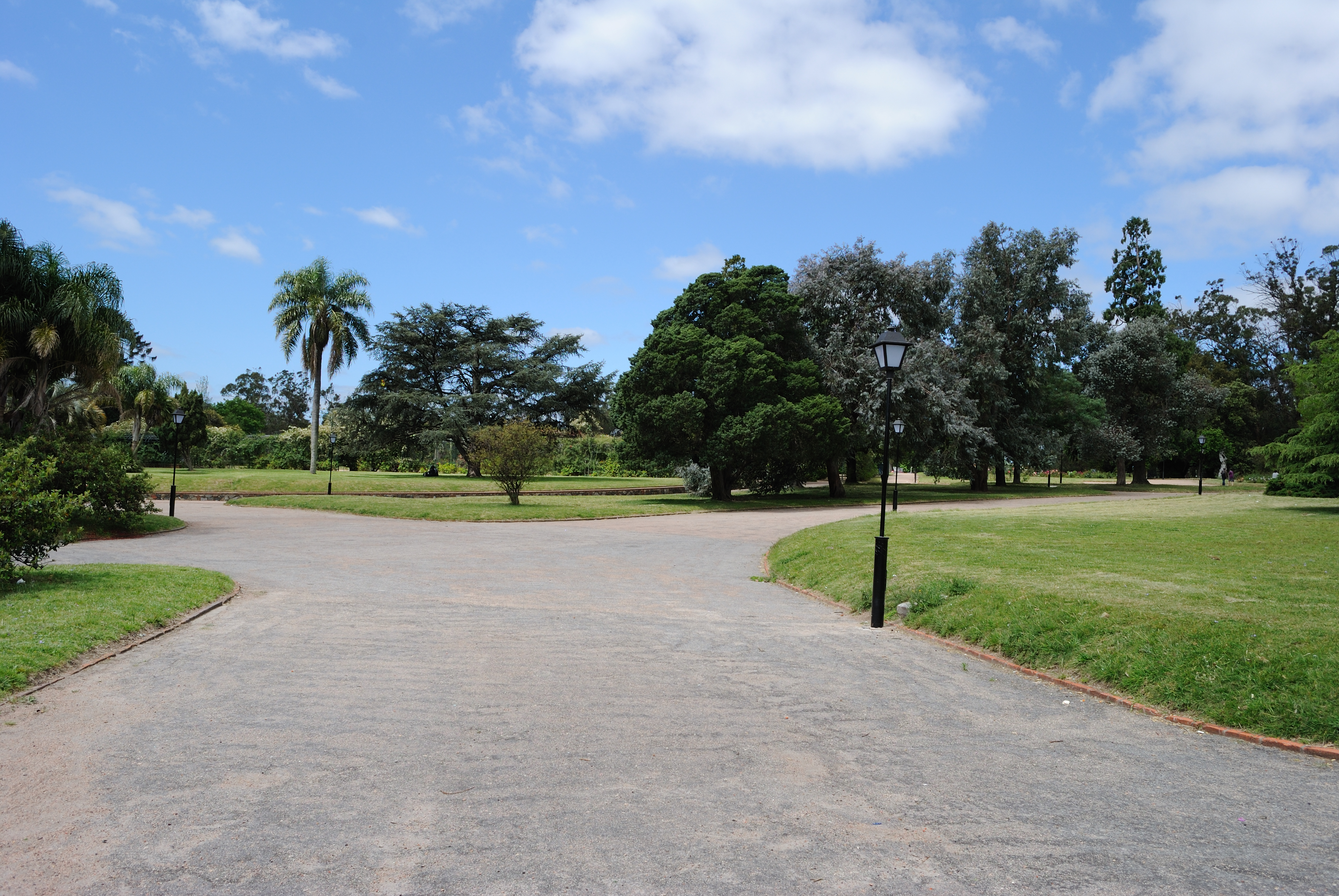
Parque do Prado

## Principais ruas e avenidas da área
- Av. Atilio Pelossi
- Av. Joaquín Suárez
- 19 de Abril
- Av. Dr. Juan Carlos Blanco
- Av. Buschental
- Lucas Obes
- Av. Agraciada
- Cno. Castro
- Av. Dr. Carlos Mª de Pena
- Av. Millán
- Av. Luis Alberto de Herrera (da Av. Millán até o arroio Miguelete)

## Lugares de interesse
O Prado também abriga as casas de diversas personalidades da história cultural e política do Uruguai, incluindo aquelas que foram residências de Carlos Vaz Ferreira, Donato Racciatti, Lauro Ayestarán, Sergio Curto e Felisberto Hernández, entre outros.

### Museus

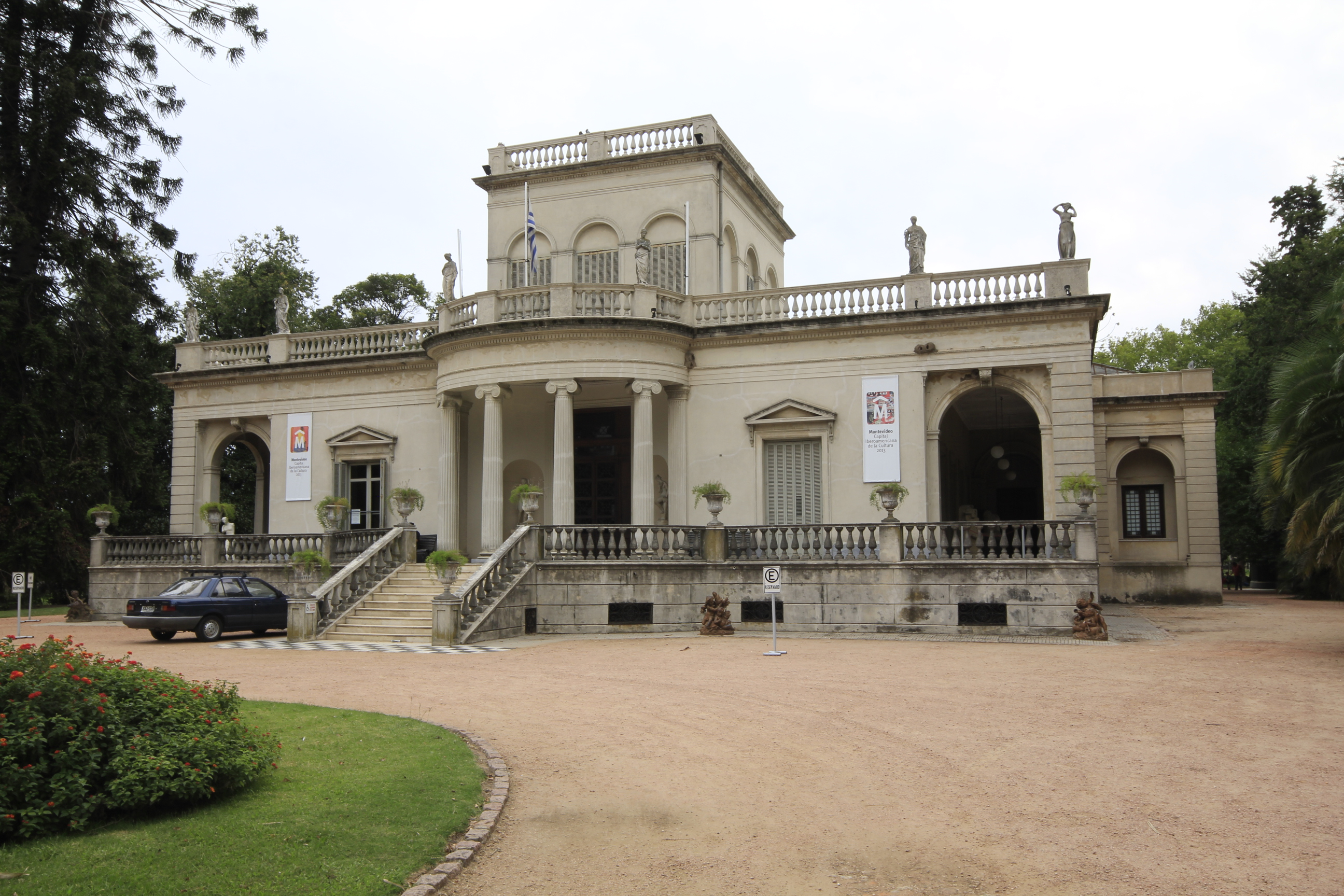
Quinta de Raffo, atual Museu Juan Manuel Blanes.

#### Museu Blanes
Conserva e expõe obras de arte nacional, latino-americana e europeia do século XV ao XX. Destaca-se coleções permanentes de obras de pintores como Juan Manuel Blanes e Pedro Figari. Fundado em 1930 e parte do sistema de museus do Governo Departamental de Montevidéu, está instalado em um edifício de estilo eclético-historicista projetado em 1870 por Juan Bautista Raffo, seu primeiro proprietário, inspirado nas villas italianas do palladianismo.

#### Museu Nacional de Antropologia

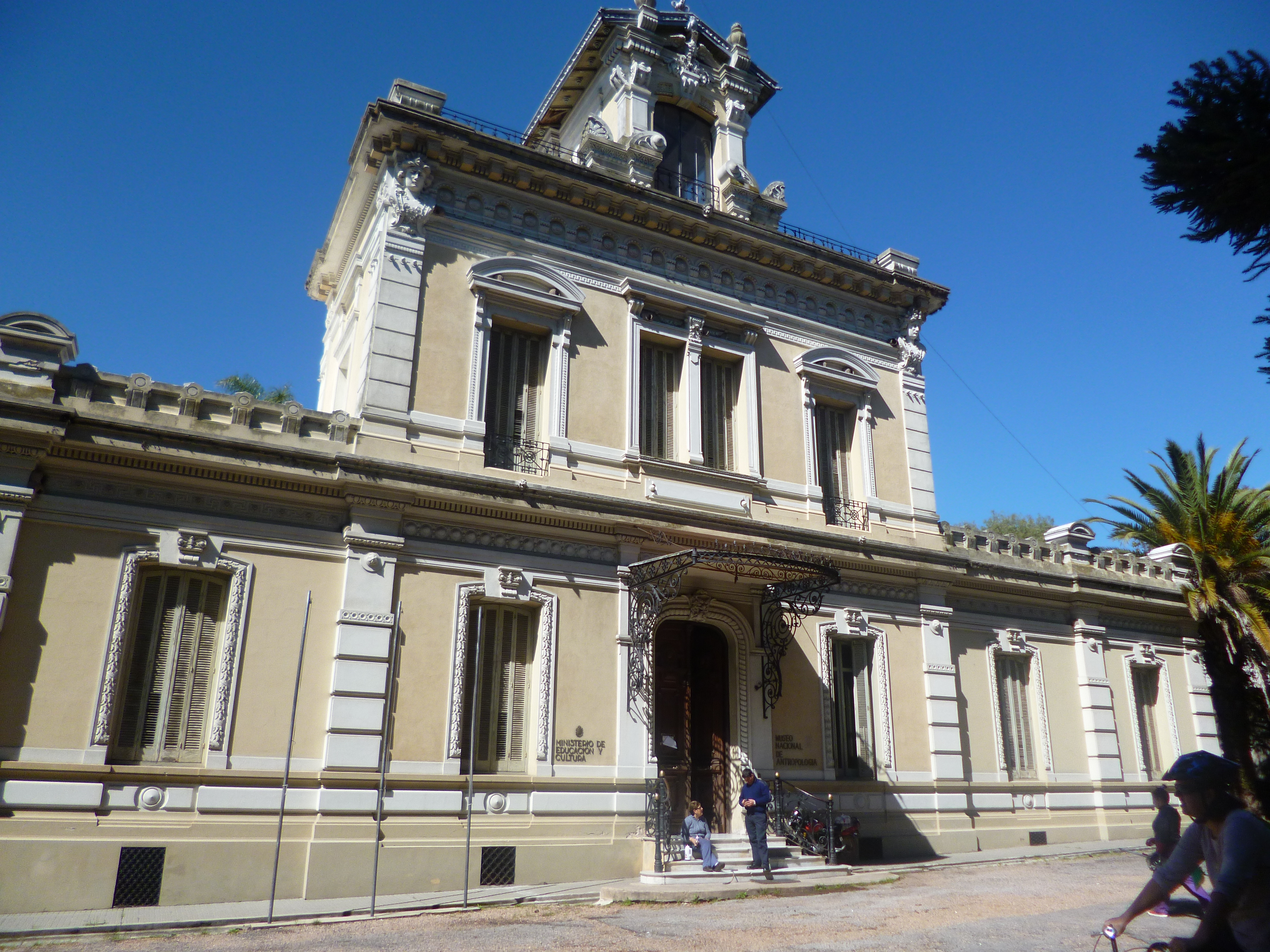
Museu Nacional de Antropologia

Exibe as coleções arqueológicas, paleontológicas e geológicas doadas ao Estado uruguaio em 1976 pelo Prof. Francisco Oliveras, professor do Instituto Normal de Señoritas María Stagnero de Munar, onde foi membro do departamento de Estudo Direto da Natureza. Entre elas estão materiais arqueológicos recuperados durante pesquisas realizadas na Represa de Salto Grande por uma missão da UNESCO, e investigações da Faculdade de Humanidades e Ciências da Educação. Está instalado na antiga casa quinta pertencente à família Mendilaharsu; a fachada principal do atual museu foi construída em 1890, inspirada no ecletismo franco-italiano.

### Parques e praças

#### Parque do Prado
O Parque do Prado era originalmente propriedade do Buen Retiro de José de Buschental, responsável por criar uma bela paisagem com árvores, flores e diferentes espécies florestais trazidas de vários países. O parque é atravessado pelo arroio Miguelete, acompanhado pelo monumento aos últimos Charrúas, o Roseiral, o Hotel del Prado e os pavilhões da Associação Rural.

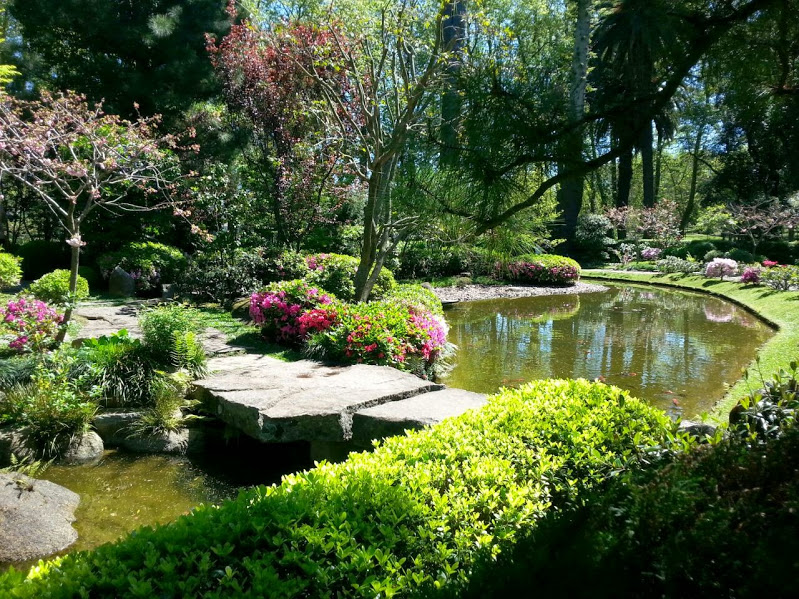
Jardim Japonês

#### Jardim Japonês
Está localizado nas áreas externas do Museu Juan Manuel Blanes. Com uma área de 3.000 metros quadrados, foi doado pelo Japão, em comemoração aos 80 anos de suas relações diplomáticas com o Uruguai e inaugurado em 24 de setembro de 2001.

#### Roseiral Juana de Ibarbourou

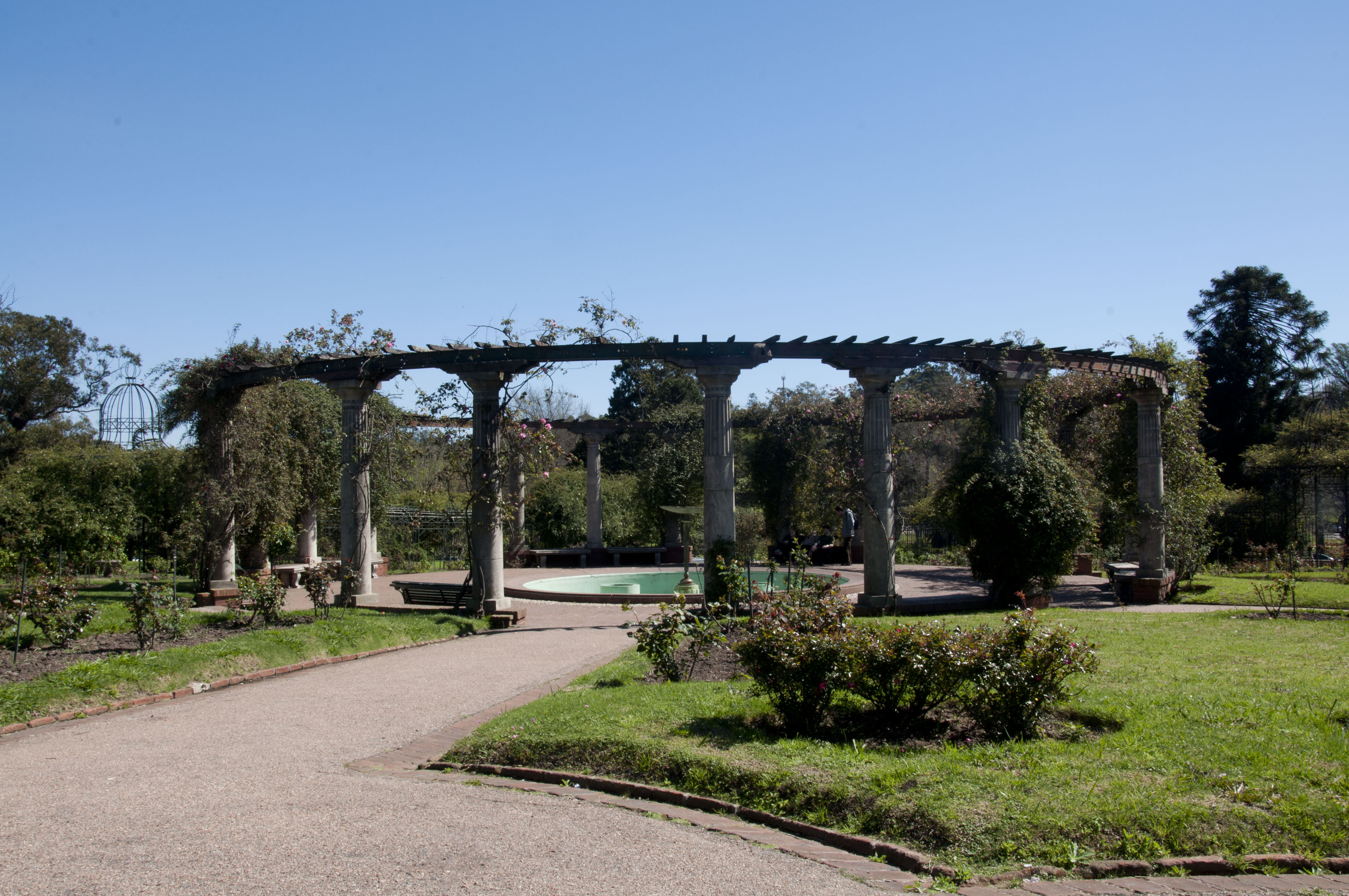
O roseiral

É um monumento único, composto por quatro pérgolas de 60 metros de comprimento, encimadas por oito cúpulas estilo art nouveau, onde crescem 300 variedades de rosas antigas e modernas. Foi projetado pelo paisagista francês Charles Racine por volta de 1912.

#### Parque Capurro
Após o transcurso dos primeiros anos do século XX, o bairro do Prado, também conhecido como bairro de Atahualpa, começou a participar da construção das mais diversas construções arquitetônicas, entre elas, as chamadas "casas de banho" foram construídas pela Sociedad Tranviaria La Transatlántica, destinadas à vestimenta dos veranistas. O resort está ganhando importância, tornando-se um centro social para as classes abastadas de Montevidéu. A empresa Tranviaria decidiu então construir o Parque Capurro – um complexo de edifícios composto por terraços, campos de tênis, pistas de patinação e pistas de dança – tomando como referência os grandes centros termais europeus.

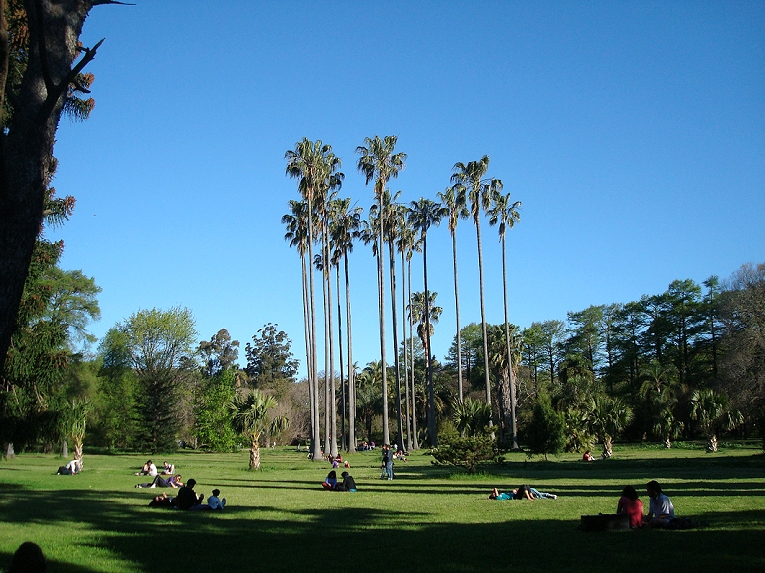
Jardim Botânico

#### Jardim Botânico
Fundado em 1902 sob projeto do paisagista francês Carlos Racine, atualmente é composto por três áreas: um parque temático, que inclui atividades recreativas; um centro de disseminação de conhecimento relacionado à botânica e ciências afins; e um centro de pesquisa.

### Templos

#### Igreja de Nossa Senhora do Carmo e Santa Teresinha

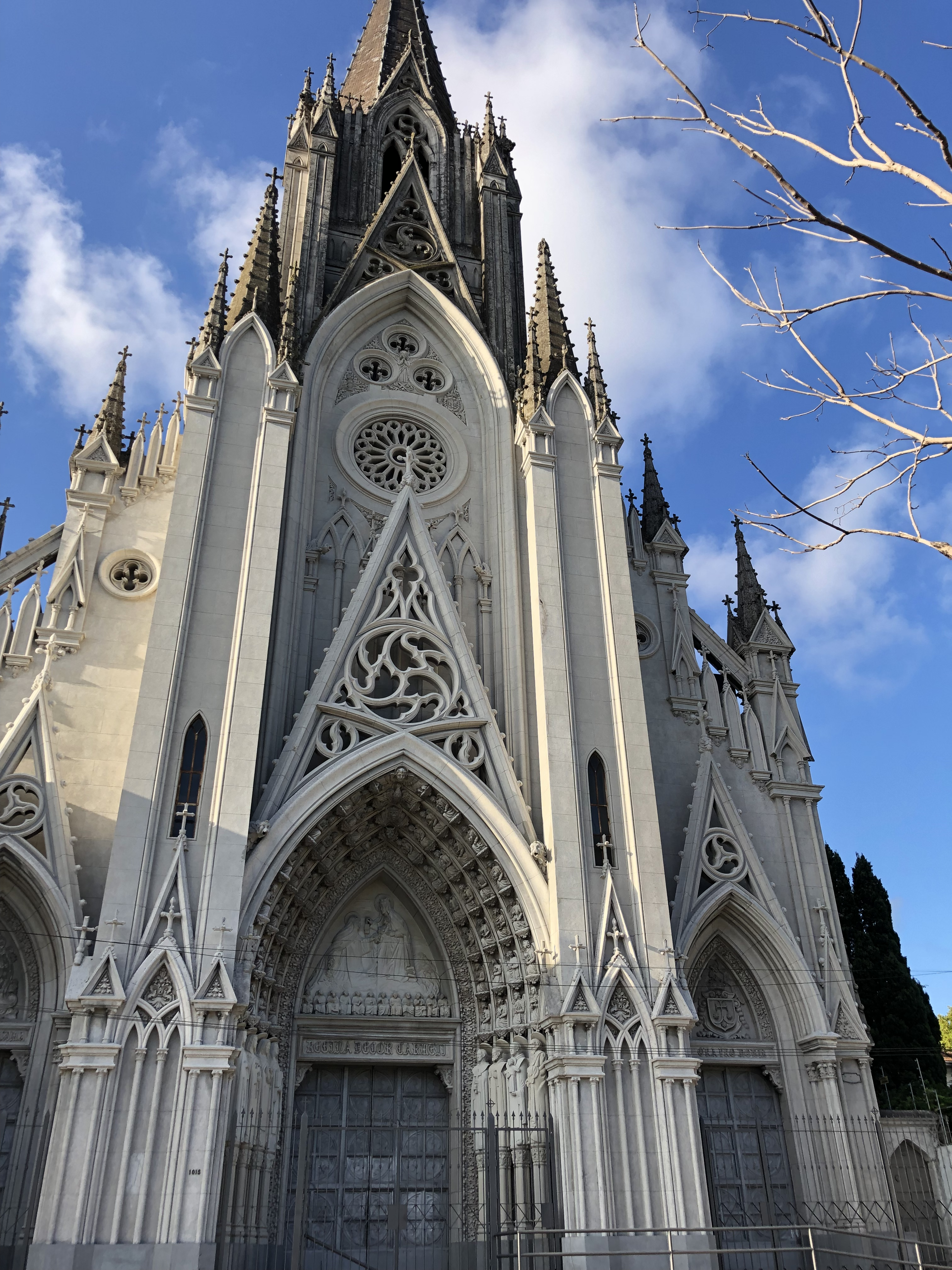
Igreja das Carmelitas

Este edifício religioso católico neogótico começou a ser construído em 1929 e foi inaugurado em 1954, no entanto, a existência de um templo dedicado a Nossa Senhora do Carmo e Teresa de Lisieux remonta aos primeiros anos do século XX. Comumente conhecida como "Los Carmelitas", tem vitrais da Alemanha e apresenta decoração, incluindo dois confessionários, da década de 1950. É uma igreja popular para celebrar casamentos.

#### Paróquia de São Carlos Borromeu e Nossa Senhora da Assunção
Este templo católico de estilo moderno foi inaugurado em 1956. O projeto foi liderado por Juan Pablo Terra, enquanto o cálculo estrutural foi realizado por Eladio Dieste. Construída em concreto armado com formas parabólicas, a igreja é composta por uma nave principal e dois braços laterais, com uma abóbada muito alta, que possui elementos artísticos.

#### Igreja de São Nicolau

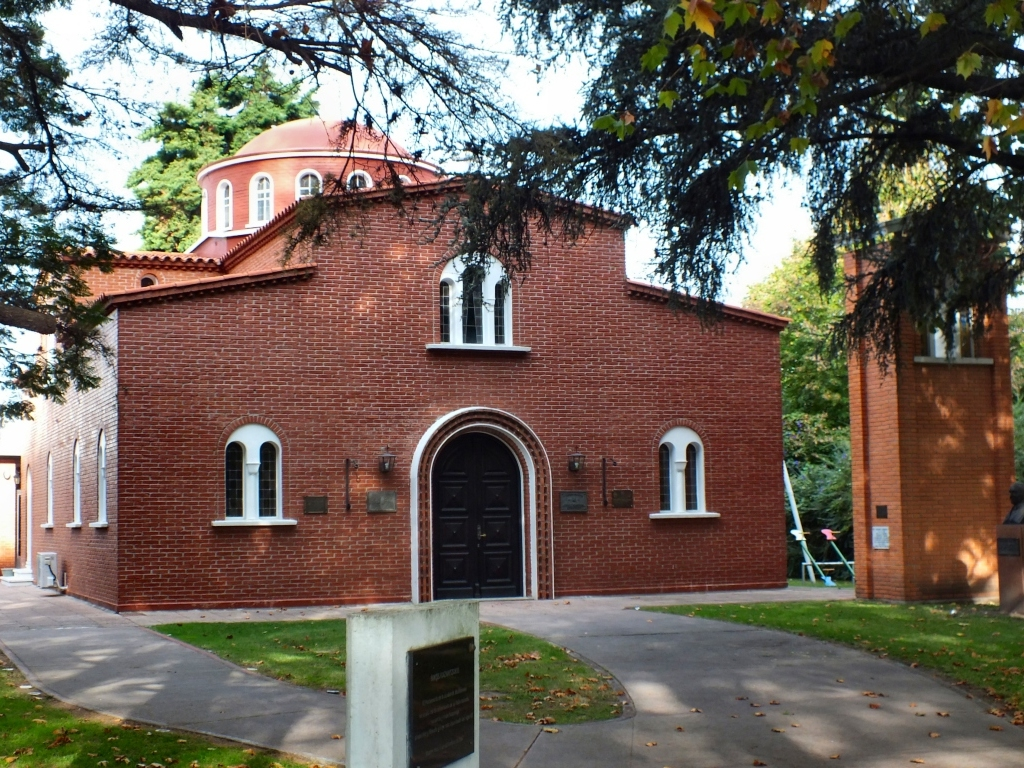
Igreja de São Nicolau

De culto ortodoxo grego, foi inaugurada em 1952 por iniciativa da Comunidade Helênica do Uruguai, da qual também é sede. De estilo neobizantino, foi construída em tijolo, os serviços religiosos são realizados em espanhol, embora inclua contribuições em outras línguas, como o grego e o eslavo eclesiástico.

### Outros lugares de interesse

#### Residencia de Suárez y Reyes

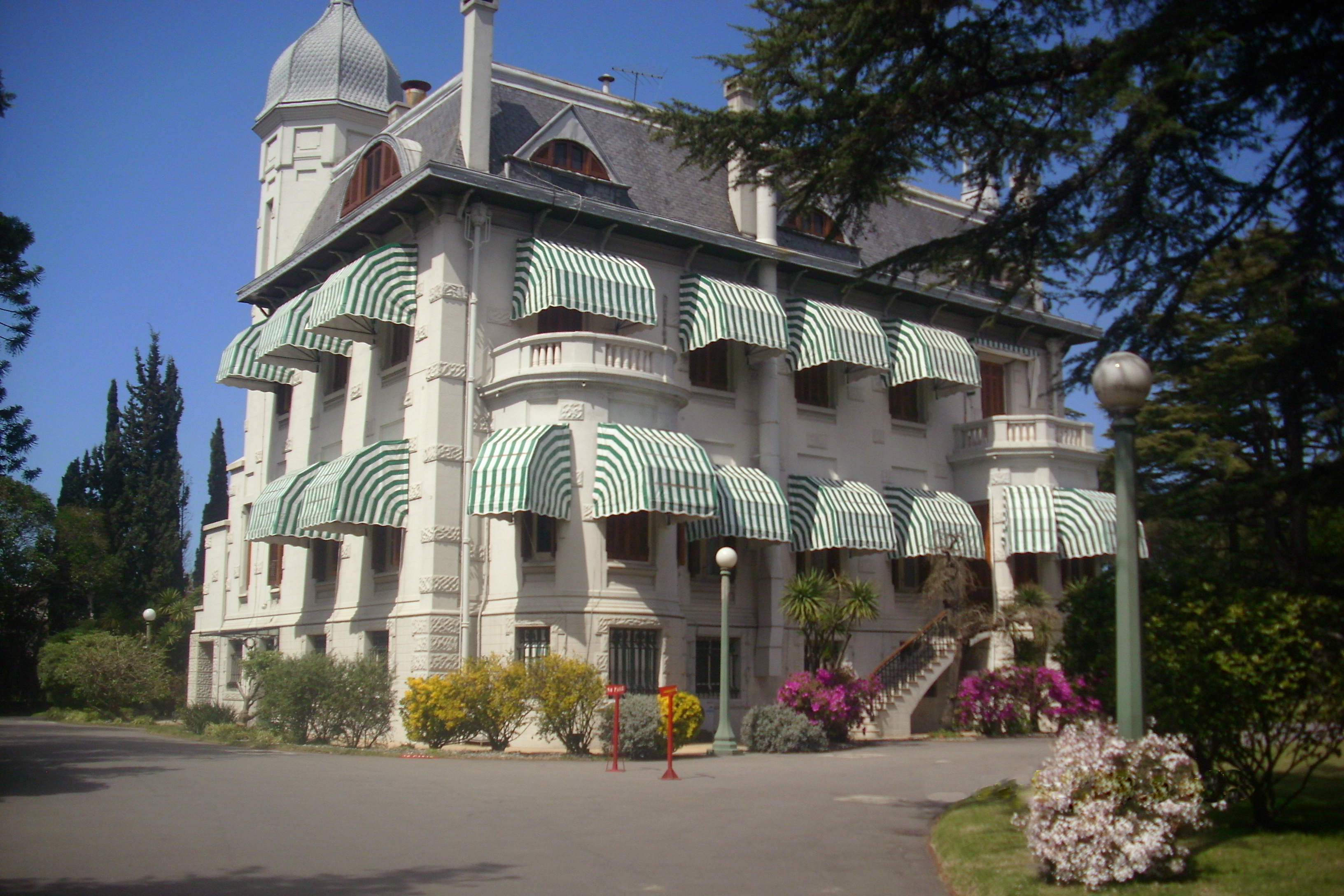
Residencia de Suárez y Reyes

Construída em 1908 pelo arquiteto Juan María Aubriot, foi reformada pelos arquitetos Juan Antonio Scasso e Karl Trambauer. Inicialmente funcionou como residência de verão de uma família rica, mas foi vendida várias vezes e teve vários proprietários, até ser adquirida pelo Governo Departamental de Montevidéu. Em 1947 foi escolhida pela presidência da República como residência do então presidente Luis Batlle Berres e sua família, já que naquela época eram frequentemente alugadas grandes casas para acomodar a família presidencial. Desde então, a propriedade Suárez y Reyes foi ampliada e atualmente conta com um grande jardim com roseiral e lago, piscina, churrasqueira e quadra poliesportiva, que tam´bem funciona como heliponto. Tem servido para acomodar a maioria dos presidentes do país, com algumas exceções.

#### Hotel del Prado

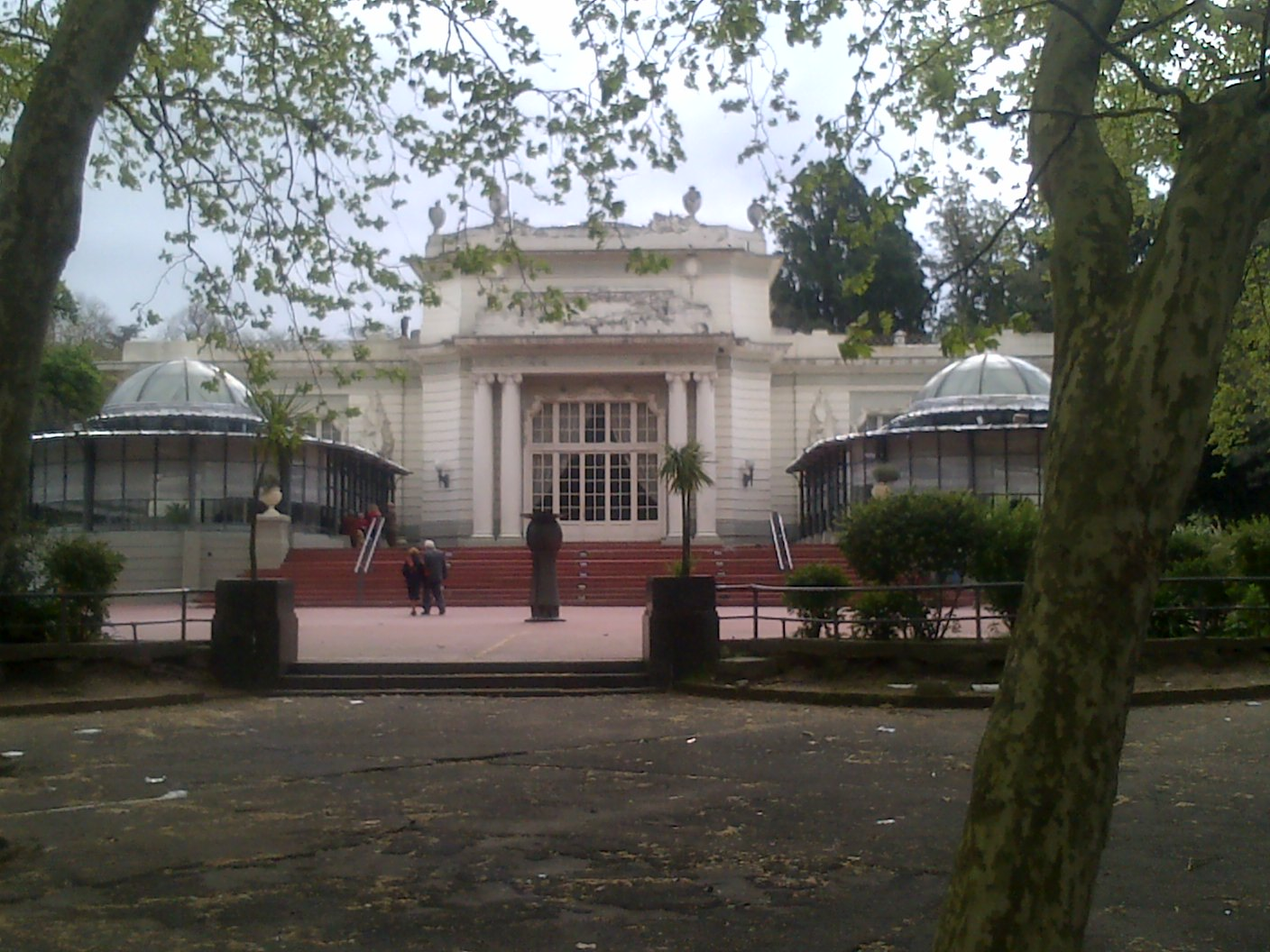
Entrada principal do Hotel del Prado

Inaugurado em 15 de setembro de 1912, sua arquitetura e elegância fazem dele um lugar encantador cercado por jardins que embelezam este espaço. O Hotel del Prado em seus primórdios acolheu a aristocracia que desfrutava do salão de chá, do cassino e das festas que eram oferecidas; embora nunca tenha servido como hospedagem, recebeu esse nome por ter sido construído sobre as fundações de uma antiga pousada. Entre seus visitantes ilustres está o príncipe Eduardo de Gales, que mais tarde se tornaria o rei Eduardo VIII do Reino Unido. Em 1998, foi reaberto como restaurante e centro de festas e eventos sociais.

#### Quinta e Castelo Soneira

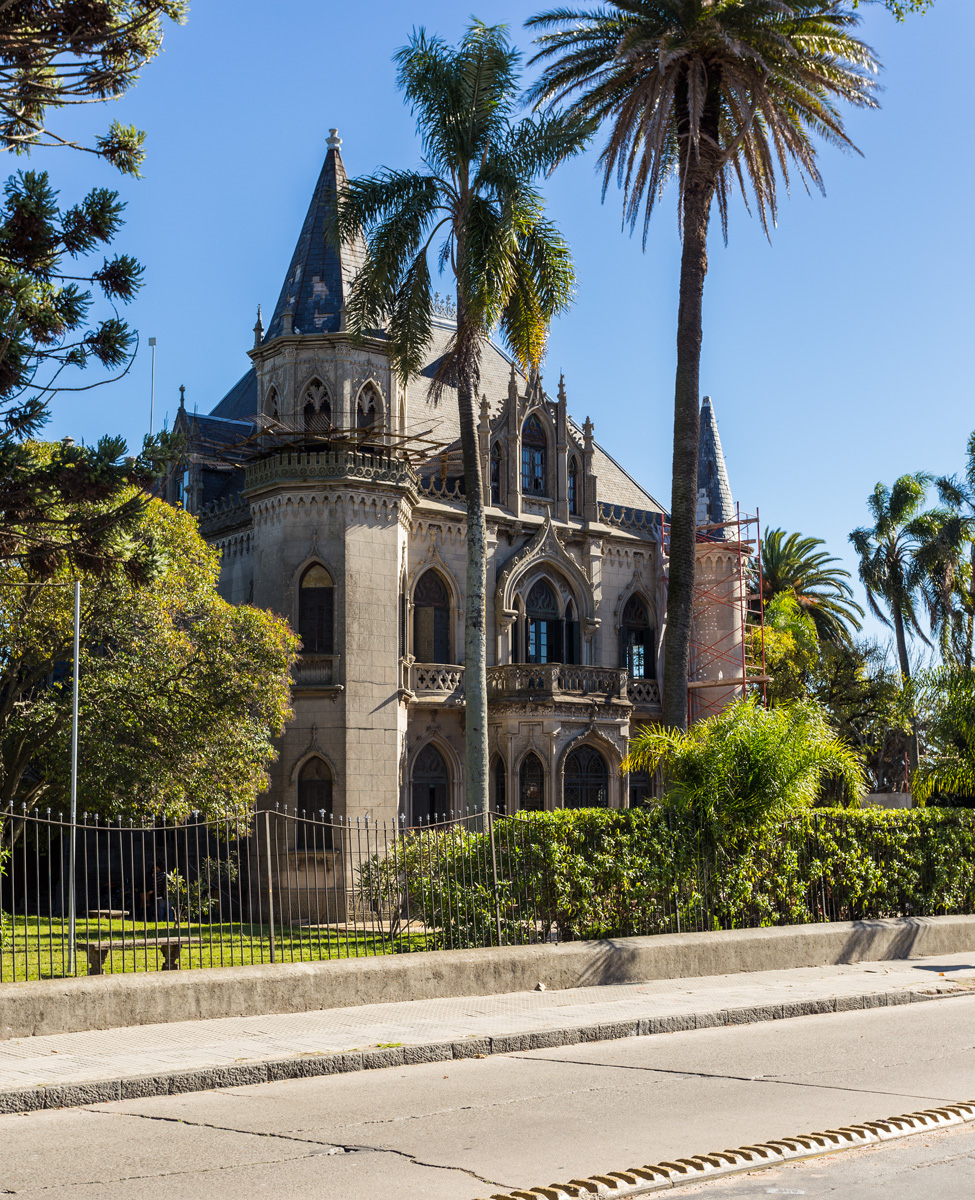
Castelo Soneira

De estilo neogótico, foi construído na década de 1860 em um terreno de dois quarteirões pelo arquiteto francês Víctor Rabú, a pedido de Dorotea Villademoros, que era casada com Francisco Antonio Soneira y Aguiar, de origem galega. Entre 1912 e 1914, e arquiteto Camille Gardelle reformou o interior do castelo com materiais europeus e na parte externa construiu uma quadra de tênis, piscina e um estábulo. Em 1999 foi declarado Monumento Histórico Nacional pela Comissão do Patrimônio Cultural do Ministério da Educação e Cultura, por meio da Resolução nº 523/999.
Em 2009 foi adquirido pelo Colégio San Pablo – de filiação religiosa luterana – para abrigar cursos pré-universitários. Está localizado na Avenida Joaquín Suárez.

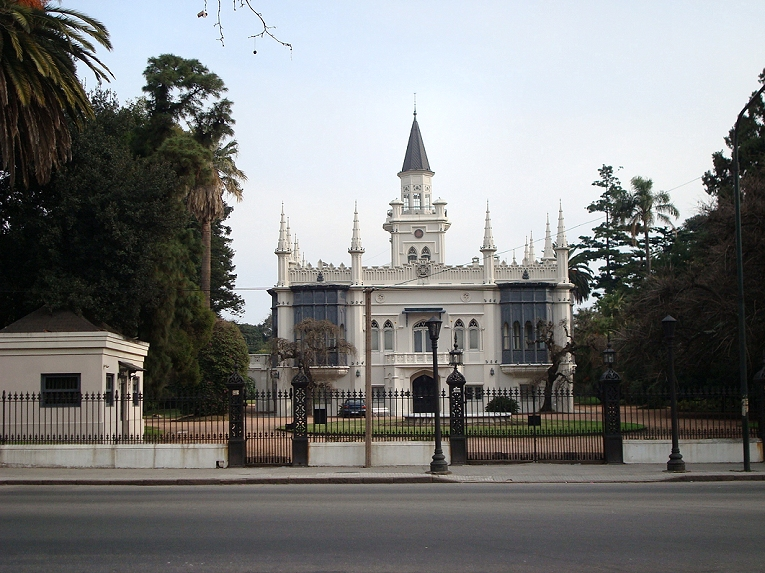
Casa Quinta Aurelio Berro

### Estádios de futebol

#### Parque José Nasazzi
Pertence ao Bella Vista Athletic Club. Está localizado na Avenida Lucas Obes, esquina com a Avenida León Ribiero. A entrada local é pela Avenida Lucas Obes, sendo esta a entrada principal, enquanto a entrada de visitantes é pela Avenida León Ribiero. Tem capacidade para 5.002 espectadores sentados. Foi renomeado diversas vezes, passando pelos nomes "Parque Olivos" e "Parque Bella Vista". O nome atual se refere ao "Marechal" José Nasazzi.

#### Estádio Parque Federico Saroldi
É propriedade do Club Atlético River Plate. Localizado na Avenida 19 de Abril, entre Atílio Pelossi e Lucas Obes, fica a uma curta distância dos outros dois estádios de futebol que atualmente existem no bairro. Tem capacidade para 5.165 pessoas. Foi conhecido como "Parque Olimpia" até 1932, quando foram prestadas homenagens a Federico Saroldi, um goleiro "darsenero" que morreu em campo em junho de 1932.

#### Parque Alfredo Víctor Viera
Este é o estádio do Montevideo Wanderers. Localizado na Avenida Buschental, entre Atílio Pelosi e Lucas Obes, atualmente tem capacidade para 10.000 espectadores. Também não é adequado para sediar campeonatos internacionais.

### Clubes sociais e esportivos
- Asociación Nativista El Pericón
- Albatros
- Círculo de Tenis de Montevideo
- Club Atlético Stockolmo